# Zebra (album Kayah)
Zebra – drugi autorski album Kayah wydany 23 marca 1997 roku. Album jest połączeniem muzyki funk, soul, pop i R&B, ale także czarnego disco lat 70. w nowoczesnych aranżacjach.

## O płycie
Piosenki napisane przez Kayah zostały wyprodukowane przez artystkę i Michała Przytułę. Skład muzyków znanych z poprzedniej płyty wspomogli Kasia Stankiewicz i Mieczysław Szcześniak. Album był promowany przez dwa single: „Na językach” i „Supermenka”. Obie stały się wielkimi przebojami, szturmując listy przebojów i zyskując nominacje do licznych nagród muzycznych. Krążek zawiera również dwa covery: „Light My Fire” grupy The Doors i „Da Ya Think I’m Sexy” Roda Stewarta.
W dniu premiery albumu artystka w towarzystwie dziennikarzy odwiedziła warszawskie zoo i objęła opieką zebrę – Kaję. Zdjęcia piosenkarki i pasiastego zwierzęcia obiegły prasę i telewizję.
Album okazał się kolejnym artystycznym i komercyjnym sukcesem Kayah. W ciągu kilku dni sprzedano 100 tysięcy egzemplarzy tego krążka, który w ten sposób osiągnął status platynowej płyty. Promując Zebrę, artystka zagrała ponad 50 koncertów. Do dziś nakład płyty przekroczył 120 tysięcy.
W 1998 roku Kayah zdobyła 4 Fryderyki w następujących kategoriach: kompozytor roku, autor roku, album roku pop (Zebra) i wokalistka roku. Była również nominowana 2 razy w kategorii videoklip roku („Na językach”, „Supermenka”) i 2 razy za piosenkę roku (również „Na językach” oraz „Supermenka”). W sumie dało jej to rekordową liczbę nominacji – 8. Kayah została również wokalistką roku 1997 w plebiscycie wszystkich dziennikarzy radiowych Playbox. Dwa pozostałe Playboxy wręczono jej za przeboje „Na językach” i „Supermenka”. Otrzymała również Paszport „Polityki” '97, nagrodę Machinera '97 dla albumu Zebra i nominacje dla przebojów „Na językach” i „Supermenka” oraz teledysków do tych piosenek.

## Lista utworów
1. „Na dobry początek” – 0:30
2. „Na językach” – 4:30
3. „Supermenka” – 3:36
4. „Serce jak szafa” – 6:50
5. „Light My Fire” – 3:56
6. „Uratujcie go” – 4:09
7. „Konferencja prasowa” – 6:06
8. „Niewidzialna” – 5:19
9. „Cogito ergo non sum” – 4:18
10. „Da Ya Think I’m Sexy” – 4:22
11. „Cicho tu” – 6:35
12. „Moja sukienka” – 5:34
13. „Im więcej tym mniej” – 3:55
14. „Wszystko się skończyło” – 5:08

Kayah - wszystkie teksty i muzyka, z wyjątkiem „Konferencja Prasowa” (Kayak/Artur Affek), „Light My Fire” (The Doors), „Da Ya Think I’m Sexy” (Rod Stewart/Carmine Uppice).

## Single
- „Na językach” – wydany w lutym 1997 roku, stał się jednym z hitów tego roku. Teledysk wyreżyserował Janusz Kołodrubiec, kosztował on około 100 tysięcy złotych.
- „Supermenka” – wydany w maju 1997 roku. W utworze wykorzystano fragment utworu Stevie Wonder „I Just Called To Say I Love You”. Singel promocyjny oprócz wersji albumowej zawierał Szaggi mix (Kayah/Michał Przytuła) i Usia-Siusia mix (Michał Przytuła). W teledysku gościnnie wystąpił Ice-T. Teledysk wyreżyserował Janusz Kołodrubiec.

## Twórcy
- Kayah – śpiew, instrumenty klawiszowe, loopy, produkcja, teksty, muzyka
- Adah Studio – projekt graficzny
- Agnieszka Betley – chórek (2-3, 5, 7-10)
- Artur Affek – gitara (2-11)
- Artur Kurpisz – girata akustyczna (12)
- Darek Miller – harmonijka ustna (3)
- Filip Sojka – bas (2-8, 10-12, 14)
- Grzegorz Piwkowski – mastering
- Janusz 'Gazda' Mus – akordeon (14)
- José Torres – instrumenty perkusyjne (2, 4, 8, 11, 14)
- Kasia Stankiewicz – śpiew (6, 11)
- Łukasz Golec – trąbka (4, 7)
- Krzysztof Herdzin – fortepian (4, 11)
- Kwartet Smyczkowy w składzie Magda Trybuła, Nadia Bogadżijew, Piotr Nowicki, Andrzej Gębski (7, 10, 12-13)
- Magda Gleinert – chórek (2-3, 5, 7-10)
- Marek Podkowa – saksofon (4, 7, 10-11)
- Michał Grymuza – gitara klasyczna (14)
- Michał Przytuła – instrumenty klawiszowe, loopy, realizacja nagrań, mix, produkcja, mastering
- Michał Urbaniak – saksofon (5)
- Mietek Szcześniak – śpiew (4, 8, 11, 14)
- Krzysztof Pszona – piano fender (2-8, 10-14)
- Paweł Golec – puzon (4, 7)
- Piotr 'Rudy' Remiszewski – bębny (4, 7-8, 10-11)
- Robert Wolański – zdjęcia